# Seznam prejemnikov Viktorijinega križca po narodnosti
Seznam prejemnikov Viktorijinega križca po narodnosti.

## Američani
- Bellenden Seymour Hutcheson - 1918; Queant Drocourt Support Line, Francija
- William Henry Metcalf - 1918; Arras, Francija
- George Harry Mullin - 1917; Passchendaele, Belgija
- William Henry Harrison Seeley - 1864; Shimonoseki, Japonska
- Raphael Louis Zengel - 1918; Warvillers, Francija

## Danci
- Thomas Dinesen - 1918; Parvillers, Francija
- Percy Howard Hansen - 1915; Galipoli, Turčija
- Joergen Christian Jensen - 1917; Noreuil, Francija
- Anders Frederik Emil Victor Schau Lassen - 1945; Jezero Comacchio, Italija

## Fidžijci
- Sefanaia Sukanaivalu - 23. junij 1944 (druga svetovna vojna)

## Grenadčani
- Johnson Beharry - 2004; Amarah, Irak

## Irci
- Glej seznam irskih prejemnikov Viktorijinega križca.

## Kanadčani
- Glej seznam kanadskih prejemnikov Viktorijinega križca.

## Nemci
- William Johnstone - 1854; Ålandski otoki, Finska
- Charles Wooden - 1854; Balaklava, Krim

## Sikimci
- Ganju Lama - 1944
- Ningthoukhong, Burma (danes Mjanmar)

## Švedi
- Peter Brown (1879, Morosi's Mountain, Južna Afrika).